# Januária
Januária je obec na severu brazilského státu Minas Gerais. Nachází se na levém břehu řeky São Francisco. Žije zde přibližně 65 tisíc obyvatel.

## Hranice
Januária na severu hraničí se státem Bahia a obcemi Bonito de Minas a Cônego Marinho, na jihu se São Franciscem, na východě s Pedras de Maria da Cruz a Itacarambi a na západě s Chapada Gaúcha.

## Mikroregion
Januária je také statistickým mikroregionem (číslo 31) sestávající z 16 obcí: Bonito de Minas, Chapada Gaúcha, Cônego Marinho, Icaraí de Minas, Itacarambi, Januária, Juvenília, Manga, Matias Cardoso, Miravânia, Montalvânia, Pedras de Maria da Cruz, Pintópolis, São Francisco, São João das Missões a Urucuia. Jeho rozloha je 15 945,80 km² a v roce 2000 zde žilo 246 071 obyvatel.

## Okresy
Vzhledem k velikosti obce je rozdělena do několika okresů. Jsou to Brejo do Amparo, Levinópolis, Pandeiros, Riacho da Cruz, São Joaquim, Tejuco a Várzea Bonita.

## Geografie
Leží v nadmořské výšce 454,87 metrů a průměrná roční teplota je 26 °C. Teploty se pohybují mezi maximy 38 °C a 12,6 °C. Klima je tropické, převládajícími biomy jsou cerrado a caatinga. Patří mezi 75 největších obcí státu Minas Gerais.

### Klima
| Januária (1991–2020) – podnebí                                            | Januária (1991–2020) – podnebí | Januária (1991–2020) – podnebí | Januária (1991–2020) – podnebí | Januária (1991–2020) – podnebí | Januária (1991–2020) – podnebí | Januária (1991–2020) – podnebí | Januária (1991–2020) – podnebí | Januária (1991–2020) – podnebí | Januária (1991–2020) – podnebí | Januária (1991–2020) – podnebí | Januária (1991–2020) – podnebí | Januária (1991–2020) – podnebí | Januária (1991–2020) – podnebí |
| Období                                                                    | leden                          | únor                           | březen                         | duben                          | květen                         | červen                         | červenec                       | srpen                          | září                           | říjen                          | listopad                       | prosinec                       | rok                            |
| ------------------------------------------------------------------------- | ------------------------------ | ------------------------------ | ------------------------------ | ------------------------------ | ------------------------------ | ------------------------------ | ------------------------------ | ------------------------------ | ------------------------------ | ------------------------------ | ------------------------------ | ------------------------------ | ------------------------------ |
| Průměrné denní maximum [°C]                                               | 31,7                           | 32,1                           | 31,8                           | 32,0                           | 31,4                           | 30,7                           | 30,6                           | 32,0                           | 34,1                           | 34,7                           | 31,9                           | 31,2                           | 32,0                           |
| Průměrná teplota [°C]                                                     | 25,4                           | 25,5                           | 25,3                           | 24,8                           | 23,2                           | 21,9                           | 21,5                           | 22,9                           | 25,4                           | 27,0                           | 25,7                           | 25,3                           | 24,5                           |
| Průměrné denní minimum [°C]                                               | 20,5                           | 20,3                           | 20,4                           | 19,2                           | 16,8                           | 14,7                           | 14,0                           | 15,2                           | 18,2                           | 20,8                           | 21,0                           | 20,7                           | 18,5                           |
| Průměrné srážky [mm]                                                      | 162,0                          | 121,5                          | 142,0                          | 36,9                           | 8,6                            | 1,5                            | 0,2                            | 0,9                            | 8,0                            | 52,9                           | 191,6                          | 208,1                          | 934,2                          |
| Dní se srážkami                                                           | 9,4                            | 6,7                            | 8,4                            | 3,3                            | 0,8                            | 0,2                            | 0,1                            | 0,2                            | 1,0                            | 4,6                            | 11,7                           | 11,9                           | 58,3                           |
| Slunečných hodin                                                          | 228,8                          | 216,7                          | 226,8                          | 250,5                          | 265,8                          | 264,2                          | 281,9                          | 284,7                          | 252,7                          | 233,9                          | 168,7                          | 176,4                          | 2 851,1                        |
| Zdroj 1: NOAA Zdroj 2: Instituto Nacional de Meteorologia (sun 1981–2010) |                                |                                |                                |                                |                                |                                |                                |                                |                                |                                |                                |                                |                                |

## Komunikace
Nejdůležitějším dopravním spojením se zbytkem státu je BR-135. Přívoz na řece nahradil moderní most. Vzdálenost do Belo Horizonte, hlavního města státu, je 613 km.
Januária leží v zemědělsko-pastevecké oblasti. V posledních letech[kdy?] bylo zavedeno zavlažování, rozmohlo se pěstování sóji a pokleslo pěstování bavlny.

## Ekonomické aktivity
Důležitými plodinami jsou cukrová třtina, kukuřice, maniok a fazole. Pěstuje se také mango, chlebovník, kokos, pomeranč, avokádo, kešu a banány. Ekonomika je z velké části závislá na chovu dobytka.
Vyrábí se zde rum, ocet, vedlejší produkty z bavlny, boty a nábytek.

### Motorová vozidla
Toto jsou údaje za rok 2007.
- Automobily: 2 271
- Pickupy: 584
- Počet obyvatel na jedno motorové vozidlo: 23[5]

### Hlavní plodiny v oblasti
Toto jsou údaje za rok 2006.
- Rýže: 600 ha
- Kukuřice: 3000 ha
- Maniok: 2 500 ha
- Fazole: 2 500 ha
- Cukrová třtina: 500 ha[5]

### Farmaření
Toto jsou údaje za rok 2006.
- Počet farem: 3 349
- Zemědělská plocha: 120 016 ha
- Osázená plocha: 9 700 ha
- Rozloha přirozené pastviny: 55,113 ha
- Zaměstnanci spříznění s výrobcem: 10 147
- Pracovníci, kteří nejsou spříznění s výrobcem: 1 050
- Počet farem s traktory: 97

Z těchto údajů vidíme, že osázená plocha je malá ve srovnání s celkovou zemědělskou plochou a že ve venkovské zóně obce stále žije mnoho lidí. Počet traktorů na farmu byl velmi nízký.

## Zdraví a vzdělávání
Toto jsou údaje z roku 2005.
- Nemocnice: 2 se 113 lůžky
- Zdravotní poradny: 21
- Základní školy: 95
- Zápis do základních škol: 15 411
- Střední školy: 13
- Počet uchazečů o vzdělávání na střední škole: 239[5]

## Umístění na indexu lidského rozvoje v obcích
- MHDI: 699.[6]

## Turismus

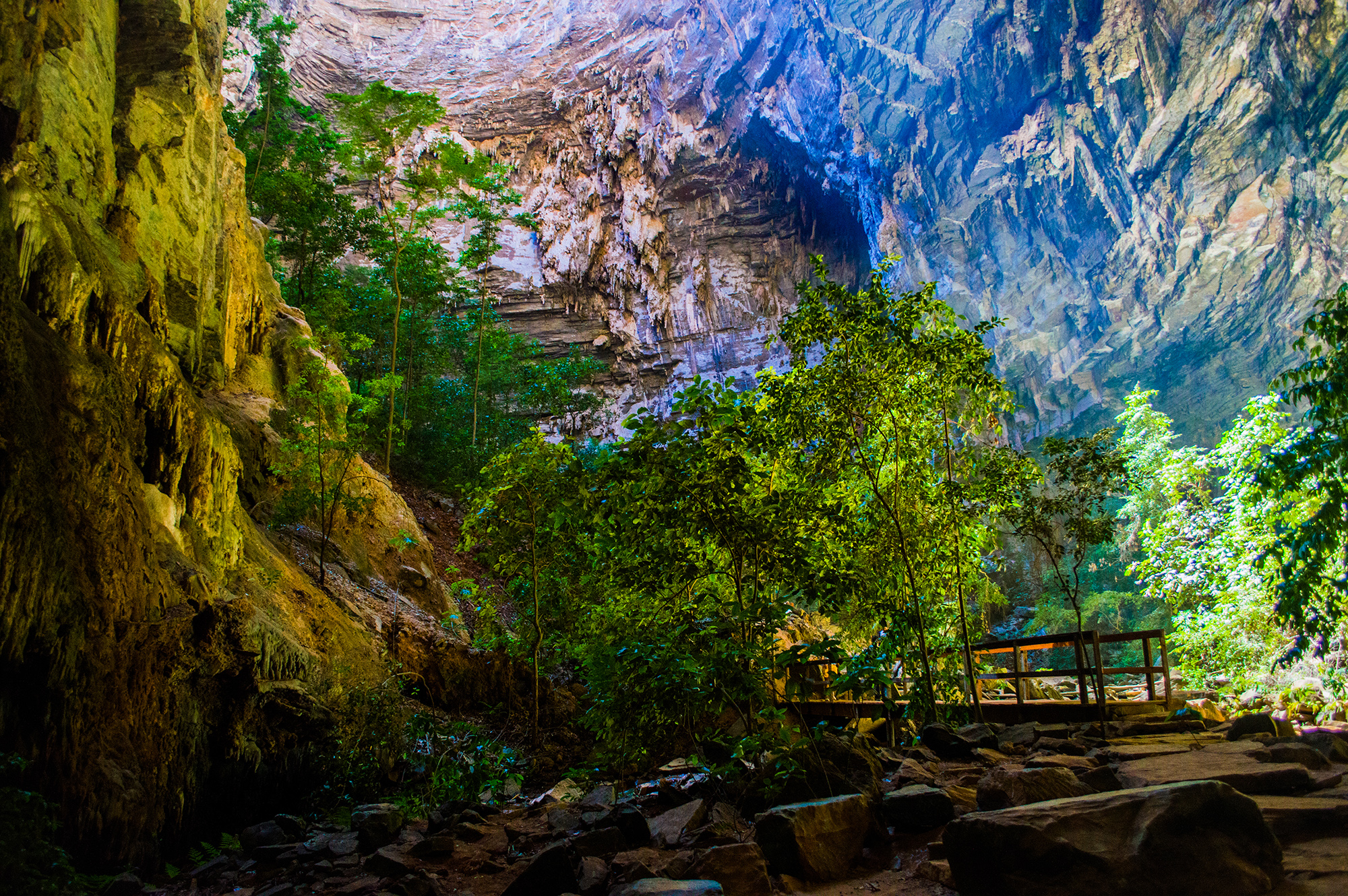
Interiér jeskyně Janelão

V měsících červenec, srpen a září, kdy je řeka nízká a relativně čistá, jsou podél řeky Rio São Francisco rozsáhlé pláže vyhledávané plavci a opalujícími se lidmi. Nedaleko se nachází patnáct metrů vysoký vodopád Cachoeira de Pandeiros. Část obce leží v národním parku Cavernas do Peruaçu, ve kterém se nachází Gruta do Janelão, velká vápencová jeskyně.

## Doprava
Město je obsluhováno letištěm Januária, které leží 5 km severozápadně od města.

## Významní lidé
- Wilson Reis, bojovník MMA